# Borden Classic 1976
Il Borden Classic 1976 è stato un torneo di tennis giocato sul cemento indoor. È stata la 3ª edizione del torneo, che fa parte dei Tornei di tennis femminili indipendenti nel 1976. Si è giocato a Tokyo in Giappone, dal 25 al 28 novembre 1976.

## Campionesse

### Singolare
Chris Evert ha battuto in finale  Sue Barker con il punteggio di 6–2, 7–6

### Doppio
Sue Barker /  Ann Kiyomura hanno battuto in finale  Rosie Casals /  Françoise Dürr con il punteggio di 4–6, 6–3, 6–1